# Ermin von Lobbes
Ermin (lat. Erminus; auch Erwin) von Lobbes (* in Saint-Erme-Outre-et-Ramecourt bei Sissonne, Frankreich; † 25. April 737 in Lobbes, Belgien) war Abtbischof von Lobbes.
Ermin stammte aus einer vornehmen und begüterten fränkischen Familie und wurde in Herly (Ercliacum) geboren. (Das Dorf wurde später zu seinen Ehren umbenannt und heißt heute Saint-Erme-Outre-et-Ramecourt.) Er studierte an der Domschule in Laon und wurde vom dortigen Bischof Madalgar/Madalgaire (etwa 682–713) zum Priester geweiht. Er wurde Madalgars Kaplan und Beichtvater und Kanoniker am Dom zu Laon.
In Laon lernte er den später heiliggesprochenen Abtbischof Ursmar von Lobbes kennen, und dieser bewegte Ermin dazu, als Mönch in die Benediktinerabtei Lobbes bei Charleroi einzutreten. Ermin schenkte der Abtei ausgedehnten Landbesitz im Raum Laon; in einem Verzeichnis von 869 werden genannt: Herly, Outre, Ramecourt, Ecorest-lez-Chèvres, Berrieux, Lierval und Juvincourt. Bei Herly, Ermins Geburtsort, etablierten die Mönche aus Lobbes ein Priorat, dessen Name später in Saint-Erme geändert wurde.
Als Ursmar aus Altersgründen und wegen seiner angegriffenen Gesundheit von seinen Ämtern als Abt und Bischof zurücktrat, wurde Ermin auf Ursmars Vorschlag erst dessen Koadjutor, dann sein Nachfolger. Er wurde 713, nach dem Tod Ursmars, zum Bischof geweiht und war fast 25 Jahre lang Abtbischof von Lobbes. Er verfasste eine Vita seines Lehrers und Vorgängers, des Hl. Ursmar.
Nach seinem Tode wurde er zunächst in der Liebfrauenkirche der Abtei Lobbes bestattet. Im Jahre 1409 wurden seine Gebeine in die Krypta der Kollegiatkirche St. Ursmer in Lobbes übertragen. Einer seiner Nachfolger als Abt von Lobbes, Anson, schrieb die Geschichte der beiden Abtbischöfe Usmar und Ermin. Ermin wird in der katholischen Kirche als Heiliger verehrt, und sein Gedenktag ist der 25. April. In der Kunst wird er im Abtsgewand mit Buch dargestellt.